# مطار نويدا الدولي
مطار نويدا الدولي هو مطار دولي قيد الإنشاء يقع بالقرب من بلدة جيوار في جوتام بوذا نجر. عند اكتماله سيصبح أكبر مطار في الهند.